# Karłowszczyzna (chutor w sielsowiecie Holszany)
Karłowszczyzna (biał. Карлаўшчына; ros. Карловщина) – dawny chutor. Tereny, na których był położony, leżą obecnie na Białorusi, w obwodzie grodzieńskim, w rejonie oszmiańskim, w sielsowiecie Holszany. Zlikwidowany w 2012 roku.

## Historia
W czasach zaborów majątek, folwark i zaścianek w gminie Holszany, w powiecie oszmiańskim, w guberni wileńskiej Imperium Rosyjskiego. W 1866 roku należały do Wojewódzkiego. W 1905 roku majątek liczył 9 mieszkańców, 204 dziesięcin. Zaścianek 9 mieszkańców, zaścianek 9 mieszkańców, 10 dziesięcin, folwark 45 mieszkańców, 399 dziesięcin, wszystko było własnością Wojewódzkiego.
W latach 1921–1945 majątek leżał w Polsce, w województwie wileńskim, w powiecie oszmiańskim, w gminie Holszany.
W 1931 w 4 domach zamieszkiwało 58 osób.
Wierni należeli do parafii rzymskokatolickiej w Holszanach. Miejscowość podlegała pod Sąd Grodzki w Holszanach i Okręgowy w Wilnie; właściwy urząd pocztowy mieścił się w Holszanach.